# Décès en août 1959
Décès
- 1955
- 1956
- 1957
- 1958
- 1959
- 1960
- 1961
- 1962
- 1963

Pour une information complémentaire, voir la page d'aide.

| Date    | Nom                | Pays                | Activités                            | Âge | Source |
| ------- | ------------------ | ------------------- | ------------------------------------ | --- | ------ |
| 18 août | Johan Ankerstjerne | Drapeau du Danemark | Directeur de la photographie danois. | 73  |        |